# Glenn Miller (album)
Glenn Miller je studijski album Plesnega orkestra RTV Ljubljana. Album je bil posnet v studiu 14 RTV Ljubljana in je izšel 1. oktobra 1979 pri založbi ZKP RTV Ljubljana.

## Seznam skladb
| A stran | A stran              | A stran                                   | A stran                                                                                    | A stran |
| Št.     | Naslov               | Pisec                                     | Solisti                                                                                    | Dolžina |
| ------- | -------------------- | ----------------------------------------- | ------------------------------------------------------------------------------------------ | ------- |
| 1.      | „In the Mood‟        | Joe Garland-Jože Privšek                  | Dušan Veble – tenor sax, Petar Ugrin – trobenta                                            | 3:22    |
| 2.      | „At Last‟            | Mack Gordon/Harry Warren-Jože Privšek     | Pavel Grašič – trobenta                                                                    | 2:33    |
| 3.      | „Tail-End Charlie‟   | Bill Finegan-Jože Privšek                 | Albert Podgornik – tenor sax, Ati Soss – klarinet                                          | 3:35    |
| 4.      | „Serenade in Blue‟   | Harry Warren-Jože Privšek                 | Dušan Veble – tenor sax                                                                    | 2:42    |
| 5.      | „Flyin' Home‟        | Benny Goodman/Lionel Hampton-Jože Privšek | Silvo Stingl – klavir, Dušan Veble – tenor sax, Petar Ugrin – trobenta, Vlado Rebrek – bas | 3:54    |
| 6.      | „A String of Pearls‟ | Jerry Gray                                | Andrej Arnol – alt sax, Dušan Veble – tenor sax, Petar Ugrin – trobenta                    | 3:10    |

| B stran | B stran                          | B stran                        | B stran                                                               | B stran |
| Št.     | Naslov                           | Pisec                          | Solisti                                                               | Dolžina |
| ------- | -------------------------------- | ------------------------------ | --------------------------------------------------------------------- | ------- |
| 1.      | „Pennsylvania Six-five Thousand‟ | Carl Sigman-Jerry Gray         | Dušan Veble – tenor sax, Petar Ugrin – trobenta                       | 3:17    |
| 2.      | „Little Brown Jug‟               | trad.-Jože Privšek             | Dušan Veble – tenor sax, Ati Soss – klarinet, Marko Misjak – trobenta | 3:18    |
| 3.      | „Solitude‟                       | Duke Ellington-Jože Privšek    | Dušan Veble – tenor sax                                               | 3:14    |
| 4.      | „American Patrol‟                | Frank White Meacham-Jerry Gray | Petar Ugrin – trobenta                                                | 3:22    |
| 5.      | „Sun Valley Jump‟                | Jerry Gray-Jože Privšek        | Ati Soss – klarinet, Petar Ugrin – trobenta                           | 2:23    |
| 6.      | „Moonlight Serenade‟             | Glenn Miller-Jože Privšek      | Zoran Komac – klarinet                                                | 3:26    |

## Zasedba
- Jože Privšek – dirigent

### Saksofoni
- Ati Soss – alt sax, klarinet
- Andrej Arnol – alt sax
- Josip Forenbacher – alt sax
- Dušan Veble – tenor sax
- Albert Podgornik – tenor sax
- Zoran Komac – bariton sax, klarinet

### Trobente
- Pavel Grašič
- Petar Ugrin
- Marko Misjak
- Ladislav Zupančič
- Tomaž Grintal

### Tromboni
- Franc Puhar
- Jože Gjura
- Aleksander Grašič
- Alojz Bezgovšek

### Ritem sekcija
- Silvo Stingl – klavir
- Milan Ferlež – kitara
- Vlado Rebrek – bas
- Franc Jagodic – tolkala
- Ratko Divjak – bobni

## Produkcija
- Producent: Jože Kampič
- Tonska mojstra: Vinko Rojc, Drago Hribovšek (A5)
- Asistenta: Rajko Šporar, Peter Čanžek
- Urednik izdaje: Ivo Umek
- Glavni urednik: Jure Robežnik